# Agua Blanca, Santa María Tonameca
Agua Blanca är en ort i Mexiko.   Den ligger i kommunen Santa María Tonameca och delstaten Oaxaca, i den sydöstra delen av landet, 500 km sydost om huvudstaden Mexico City. Agua Blanca ligger 47 meter över havet och antalet invånare är 114.
Terrängen runt Agua Blanca är huvudsakligen platt, men norrut är den kuperad. Havet är nära Agua Blanca söderut.  Närmaste större samhälle är San Juanito o la Botija, 5,9 km nordost om Agua Blanca.